# María Dolores Malumbres Carranza
María Dolores Malumbres Carranza (11 de abril de 1931, Alfaro (La Rioja) - 5 de enero de 2019, Logroño) fue una pianista, profesora y compositora española.

## Biografía
María Dolores Malumbres nació en Alfaro, La Rioja. Primero estudió música con su padre, el violinista José Luis Malumbres, y en Córdoba en 1948. Más tarde estudió con Fernando Remacha en el Real Conservatorio Superior de Música de Madrid y en el Conservatorio Superior de Música de Zaragoza.
Después de completar sus estudios, Malumbres comenzó a trabajar como directora de coro y a dar clases particulares de música. De 1984 a 1987 enseñó armonía y análisis en el Conservatorio de Música de Logroño. Comenzó a componer en 1953, y al año siguiente estrenó su Cuarteto de cuerda. También enseñó en el Conservatorio de Música Pablo Sarasate de Pamplona.
Malumbres se casó y formó una familia. Luego siguió estudiando música durante el periodo 1980 - 1987 con Carmelo Bernaola, Luis de Pablo, Luigi Nono, Pedro Espinosa, Agustín González Acilu y Albert Sardà. Malumbres fue miembro de la Asociación de Mujeres en la Música, y sus obras se interpretaron internacionalmente.

## Obras
Entre otras obras destacan:
- Diálogos (1988)
- Burbujas, cuatro piezas para guitarra (1996)
- Colores (1997)
- Mosaicos, cuatro piezas para flauta, guitarra y cello (2002-03)
- Evocación (2006)
- Divertimento en re, para violoncello solo (2007)
- Divertimento en do, para violoncello solo (2008)